# سری بهلول
سری بهلول (اردو: سری بهلول)، یک شهر و مکان باستانی واقع در نزدیکی تخت باهی، در منطقه مردان، حدود ۷۰ کیلومتری شمال غربی پیشاور، خیبر پختونخوا، پاکستان است.

## ریشه لغت
سری بهلول ممکن است از واژه «سهر» که در فارسی به معنای طلوع بوده و بهلول به معنی «پادشاه فضیلت» آمده باشد؛ بنابراین سری بهلول می‌تواند به معنای «طلوع آفتاب پادشاه با فضیلت» باشد. بهلول همچنین می‌تواند گونه ای از نامی عربی به معنای «کسی است که اغلب لبخند می‌زند» باشد.

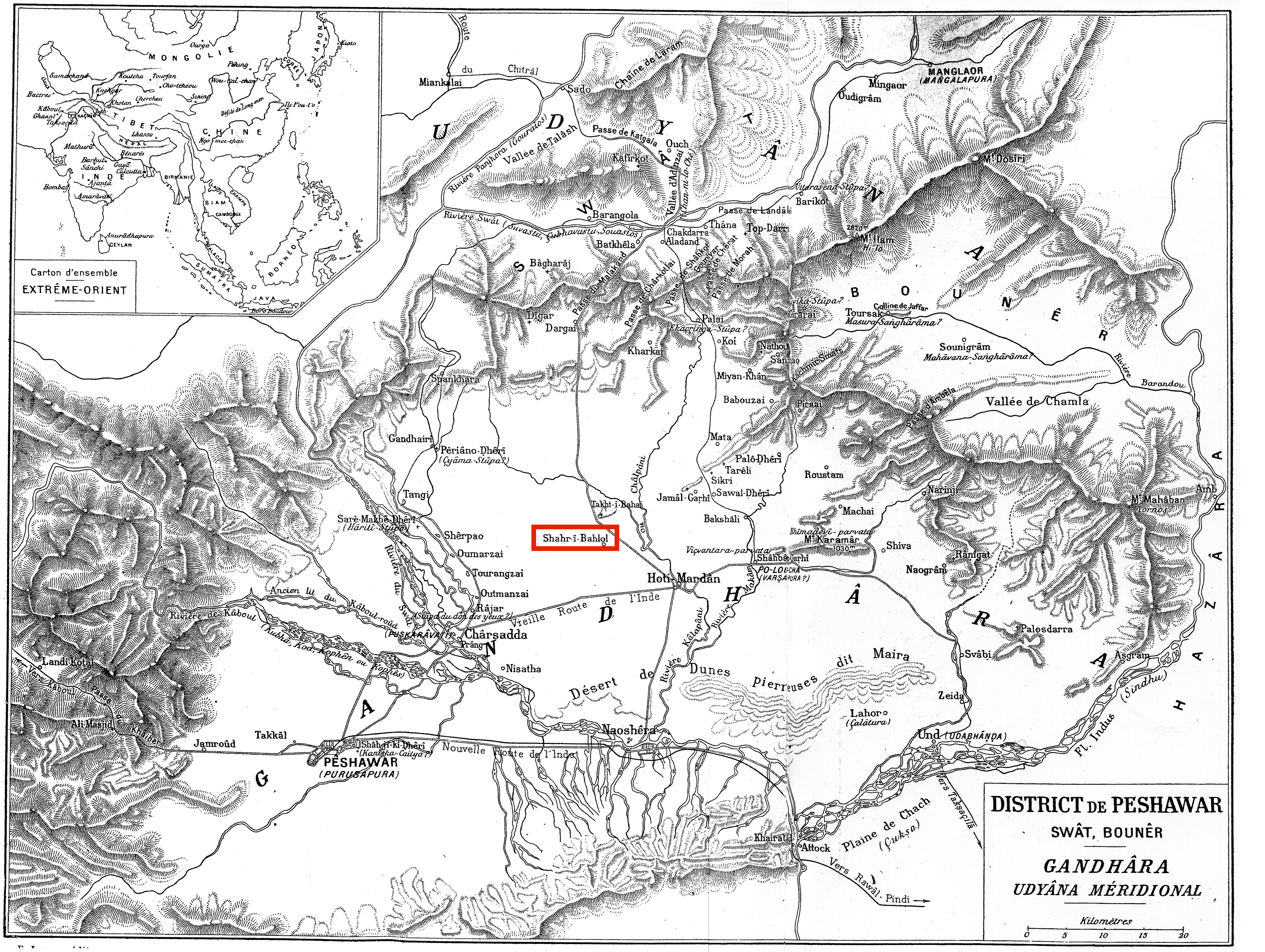
سری بهلول در مرکز منطقه گنداره است.

## ویژگی ها
سری بهلول یک مکان تاریخی است و از سال ۱۹۸۰ در فهرست میراث جهانی یونسکو قرار گرفته است. ویرانه‌های سری بهلول بازمانده‌های یک شهر کوچک باستانی مستحکم است که در دوره کوشان‌ها ساخته شده‌است. .
این شامل بقایای مجسمه‌های بودا است. ایضاً عتیقه جات مانند مجسمه، سکه، ظروف و جواهرات نیز معمولاً یافت می‌شود. مردم محلی حفاری غیرقانونی را در خانه‌ها و زمین‌های خود ادامه می‌دهند و به آثار تاریخی آسیب می‌رسانند. برخی از فروشندگان محلی عتیقه جات، مردم محلی را گمراه کرده و آنها را تحریک می‌کنند تا در حفاری غیرقانونی شرکت کنند. سری بهلول هم‌اکنون به صیانت بین‌المللی در جهت حفاظت از آثار تاریخی اش نیازمند است.
کلمه "سری بهلول" توسط افراد مختلف به روش‌های مختلف تشریح شده‌است. با این حال مردم محلی معتقدند که این ترکیبی از دو کلمه هندی است. "Sheri" یا سری به معنی سر و "Bahlol" (بهلول) که نام یک رهبر برجسته سیاسی و مذهبی منطقه است. با این حال، این نام به قدمت دهکده سری بهلول نیست. این دهکده در دوران کوشان‌ها احداث شده‌است. این روستا توسط زمین حاصلخیزی احاطه شده‌است که در آن مردم محلی مشغول کشاورزی هستند.

## نگارخانه

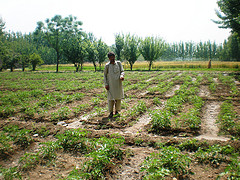
کشاورزی در روستا
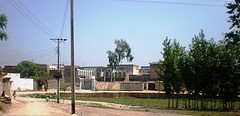
نمایی از روستا
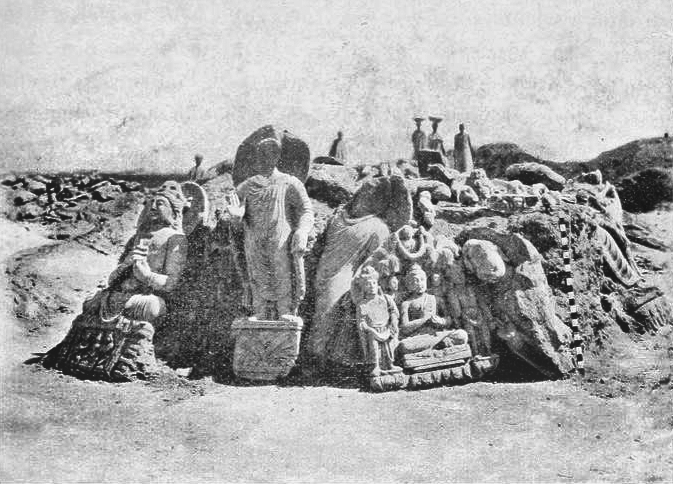
حفاری‌ها در سال ۱۹۱۱-۱۹۱۲.
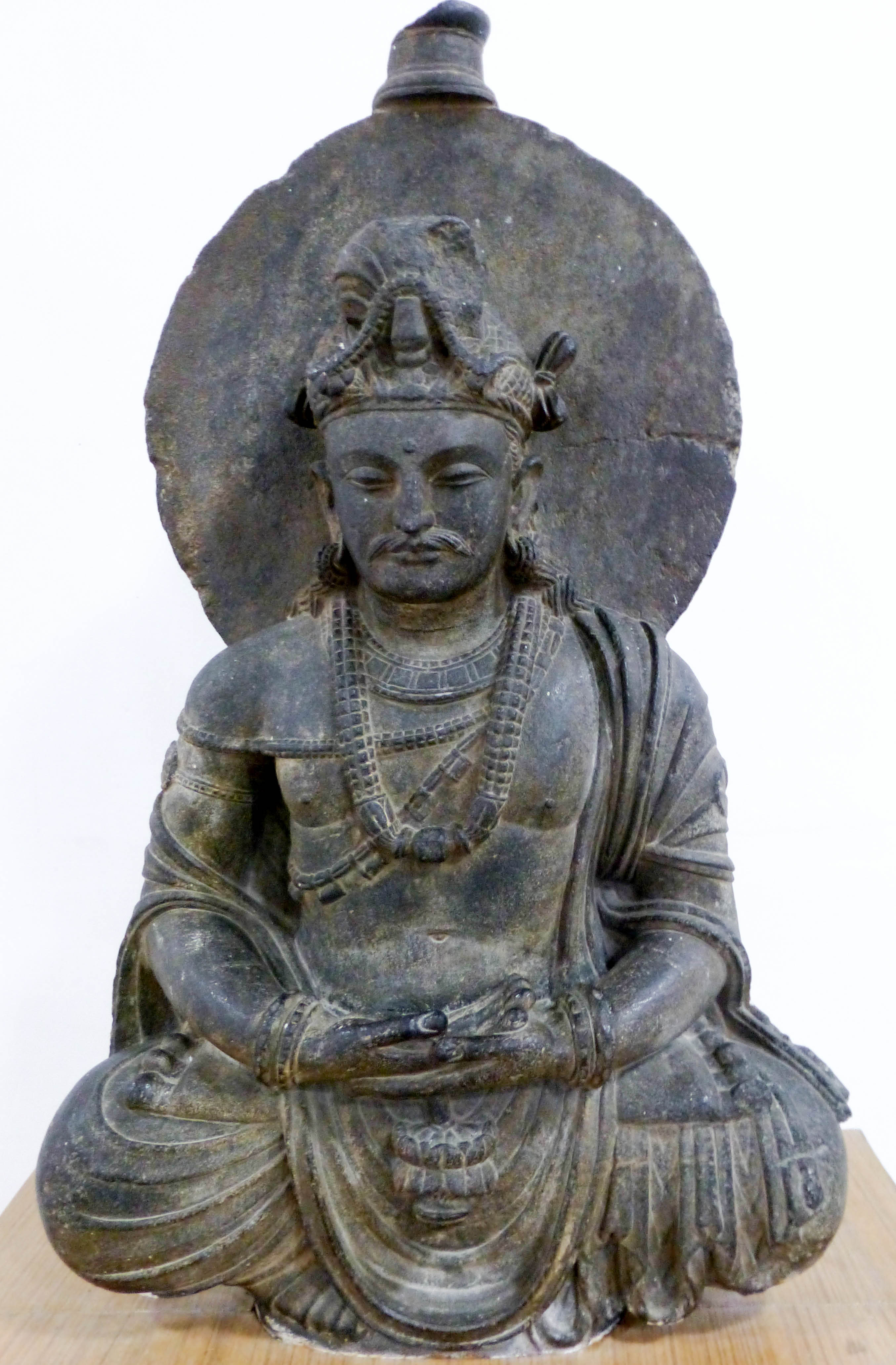
مراقبه بوداسف سری بهلول
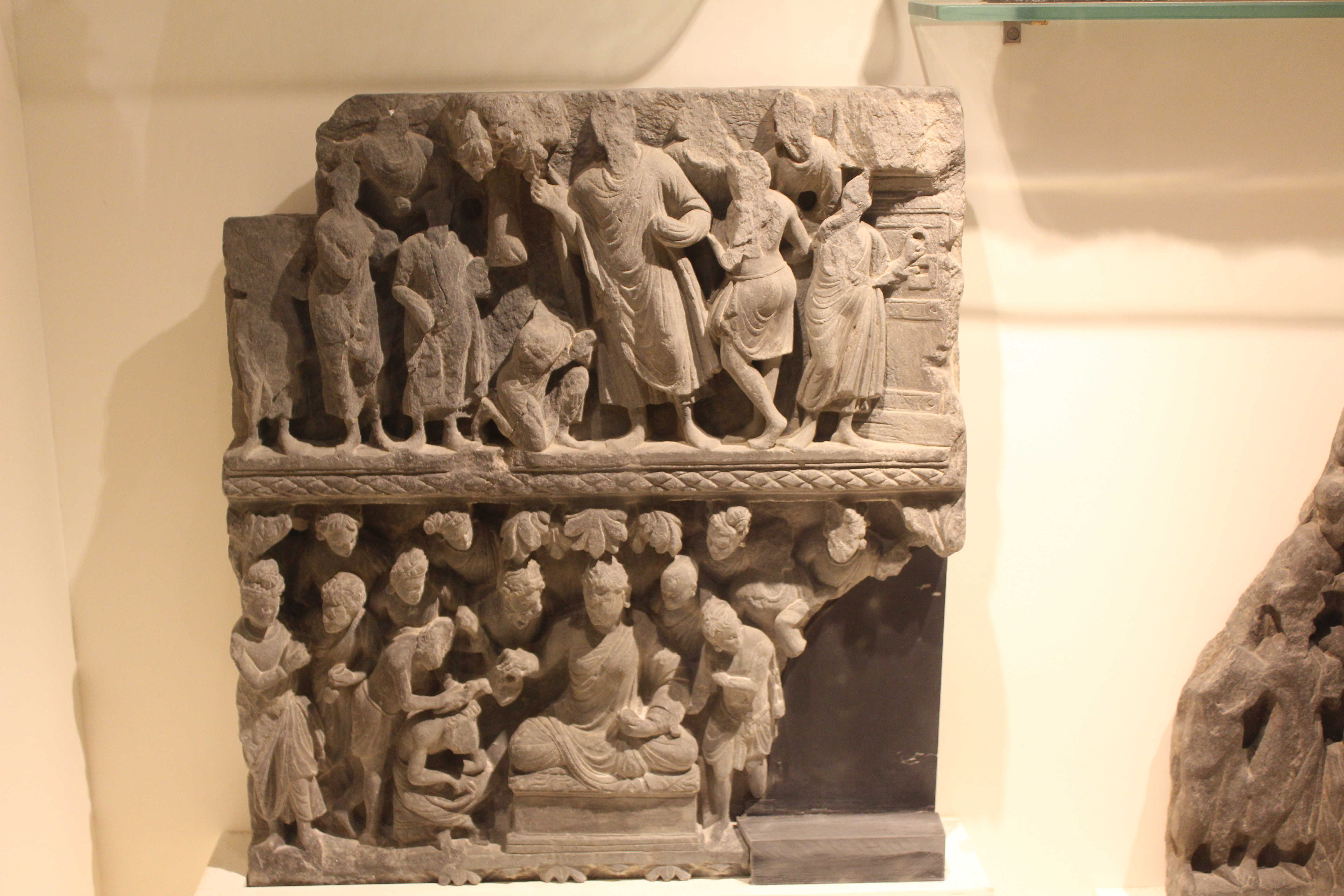
کهنوت ناندا. موزه هند ، کلکته .
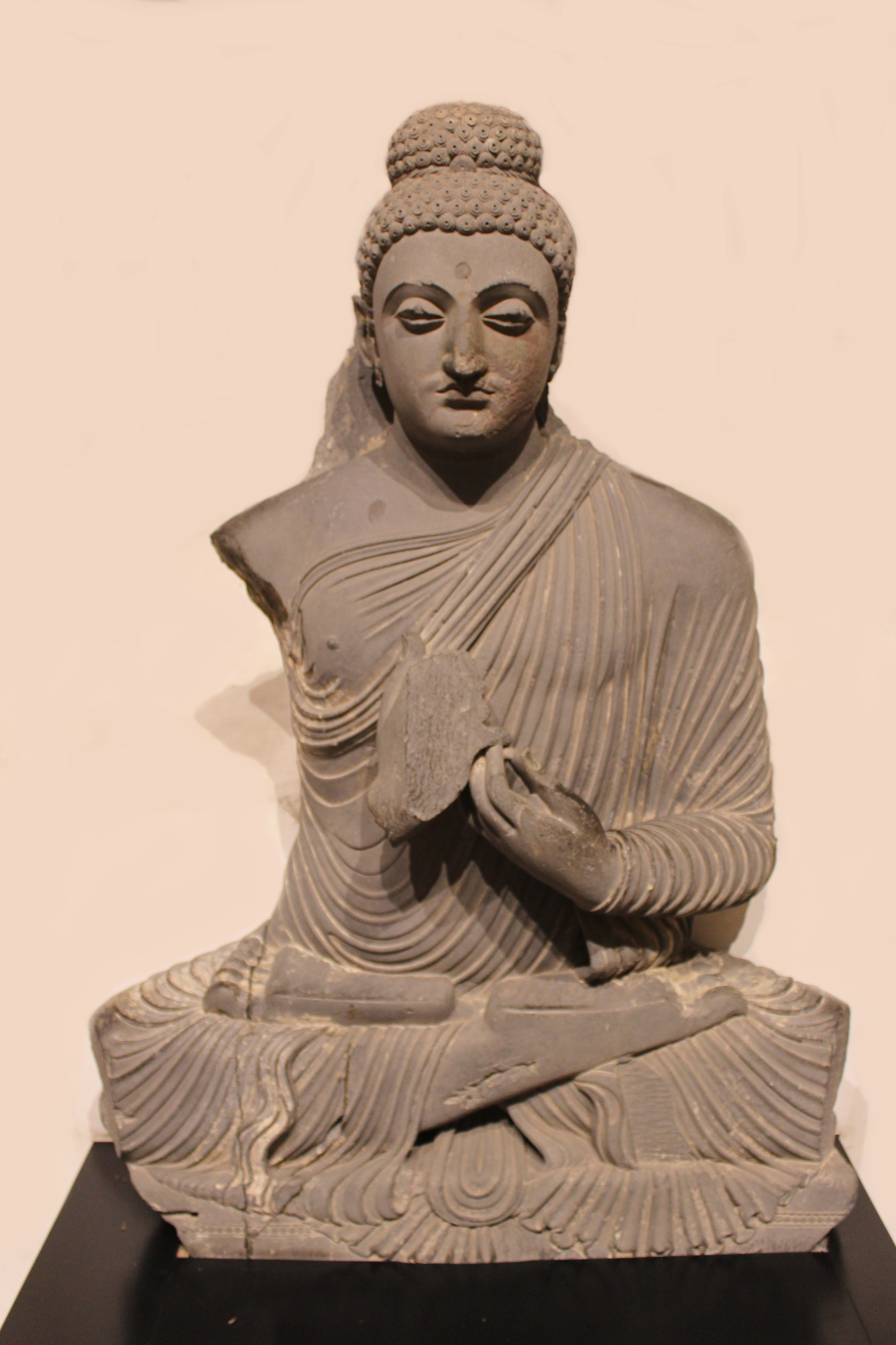
موعظه بودا.
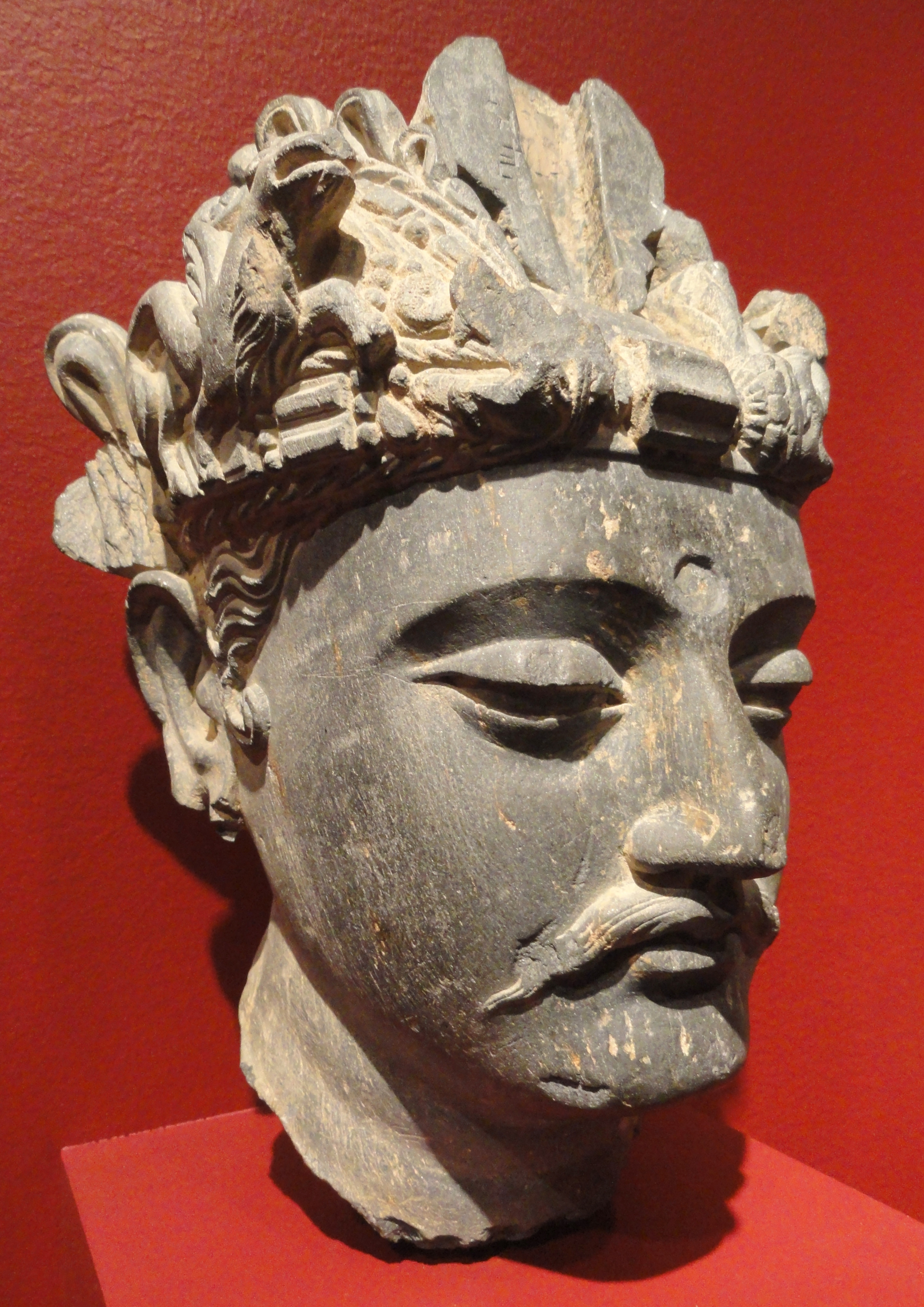
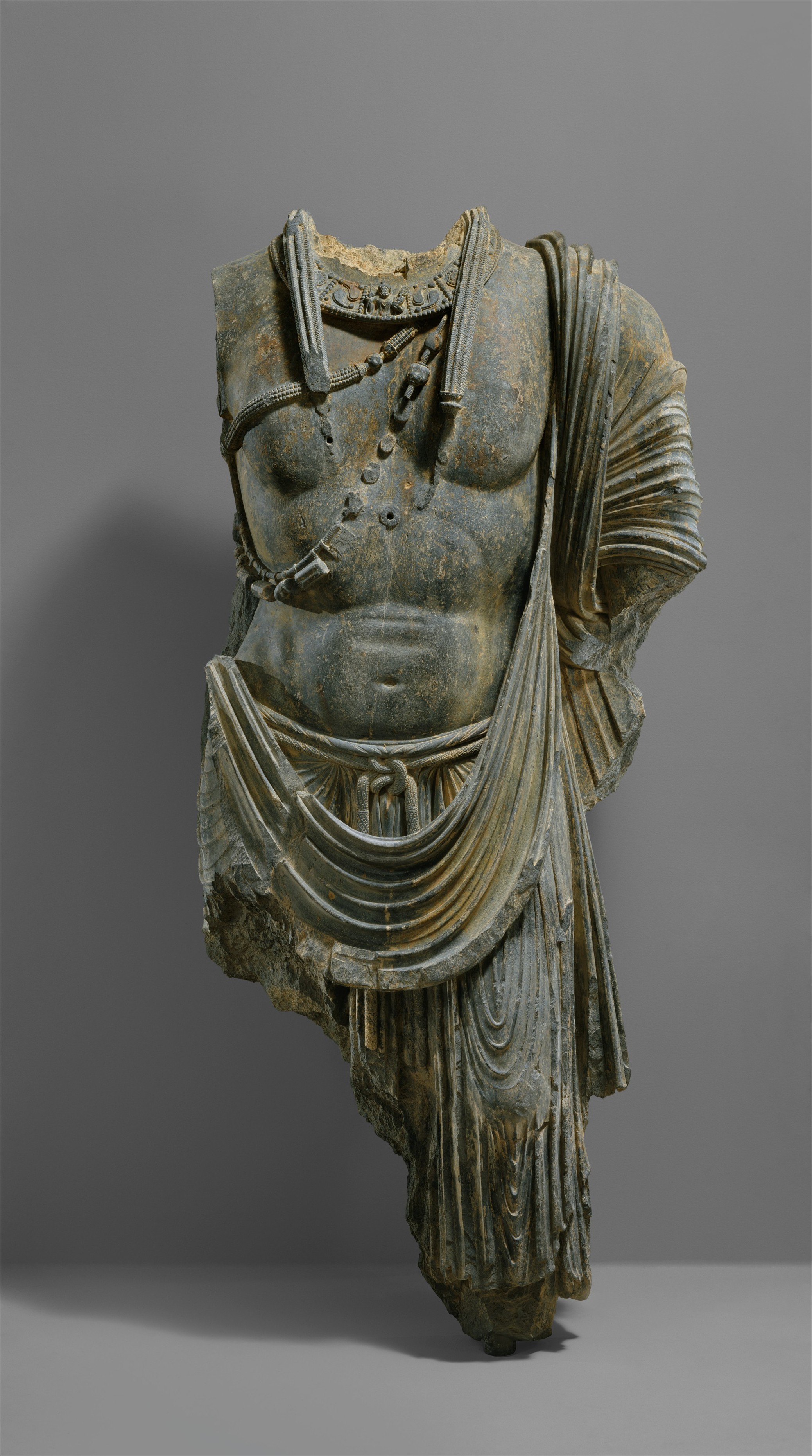
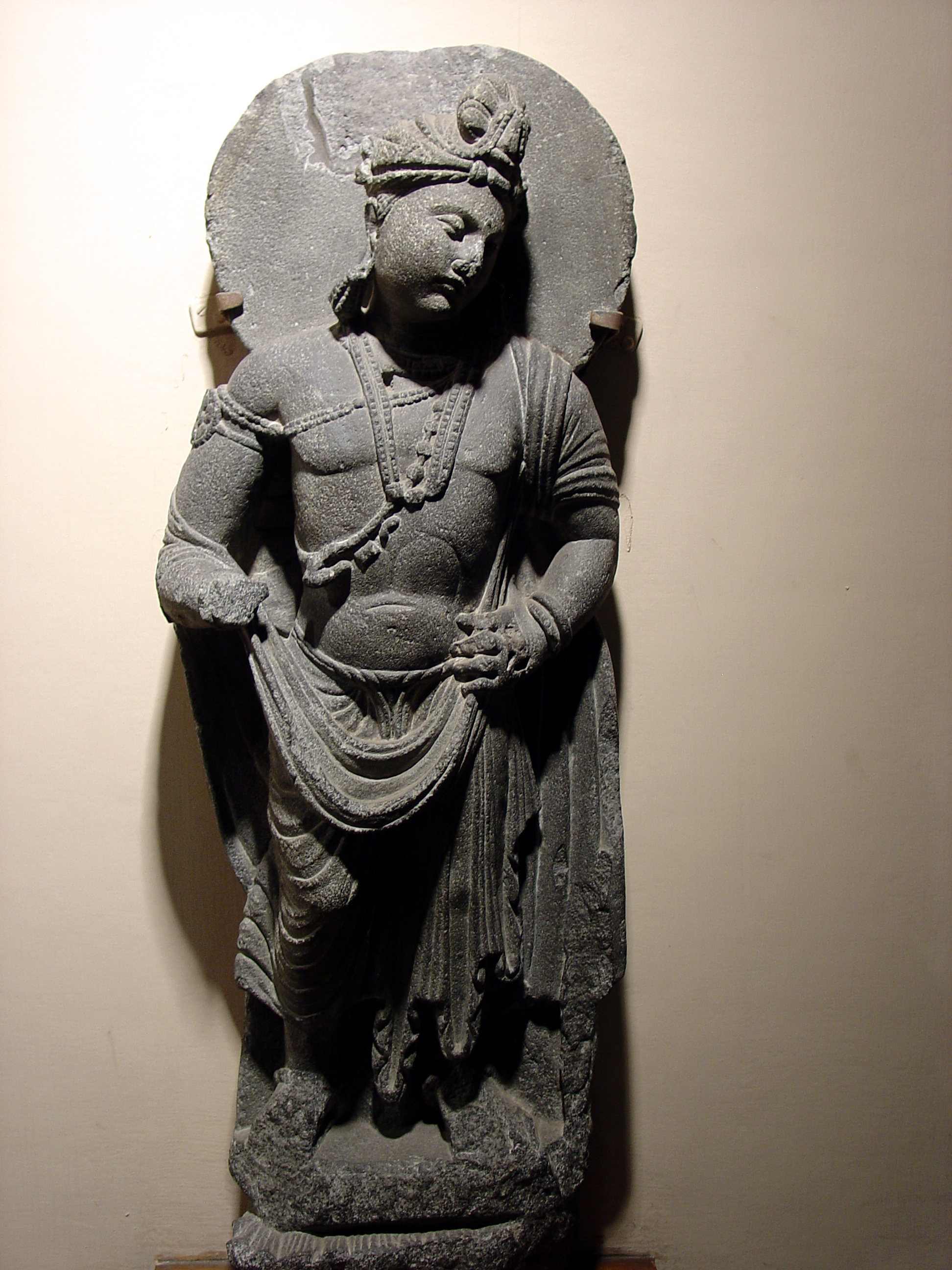
بودهی ساتوا ایستاده
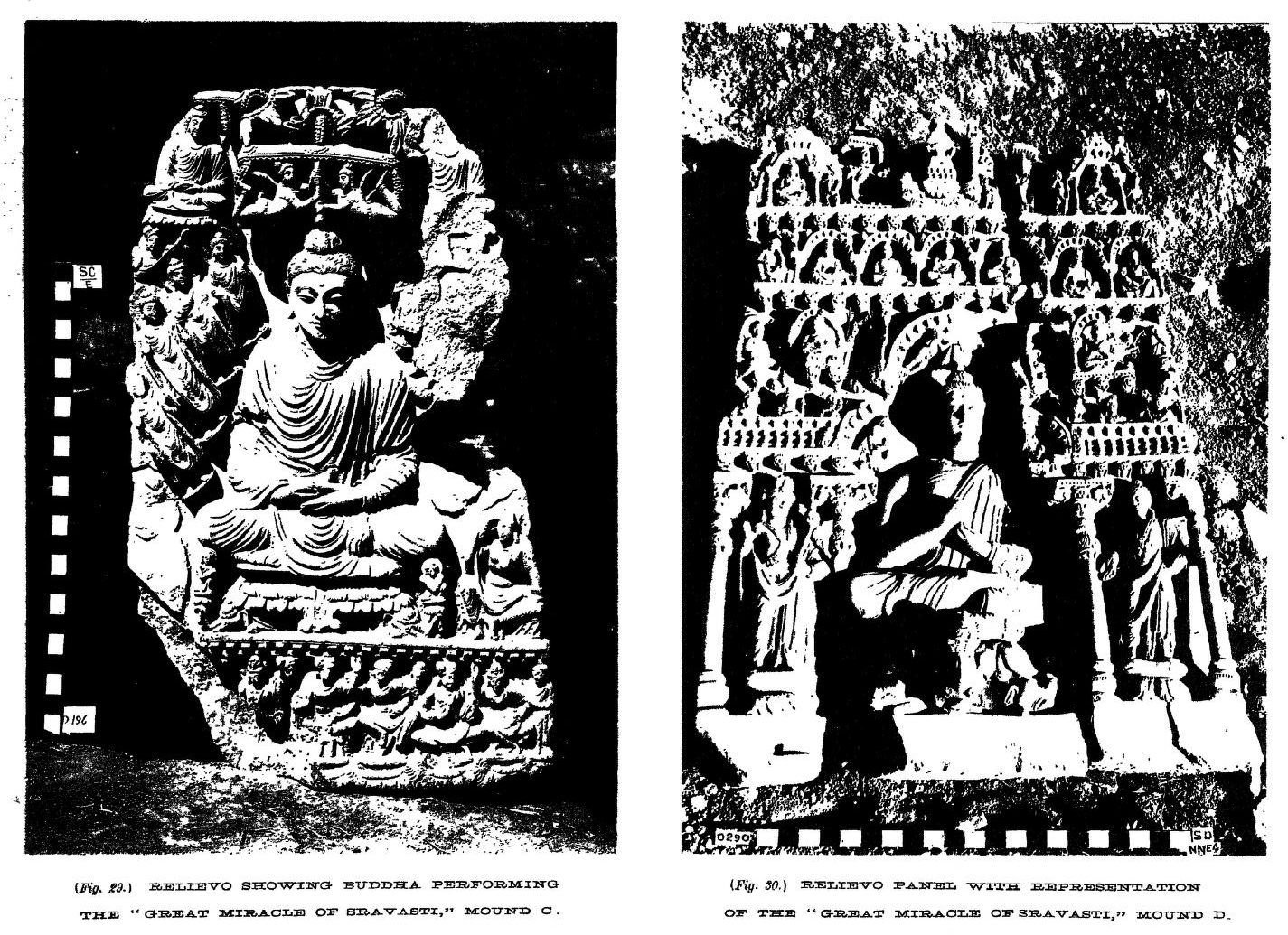
مجسمه‌های بودا.
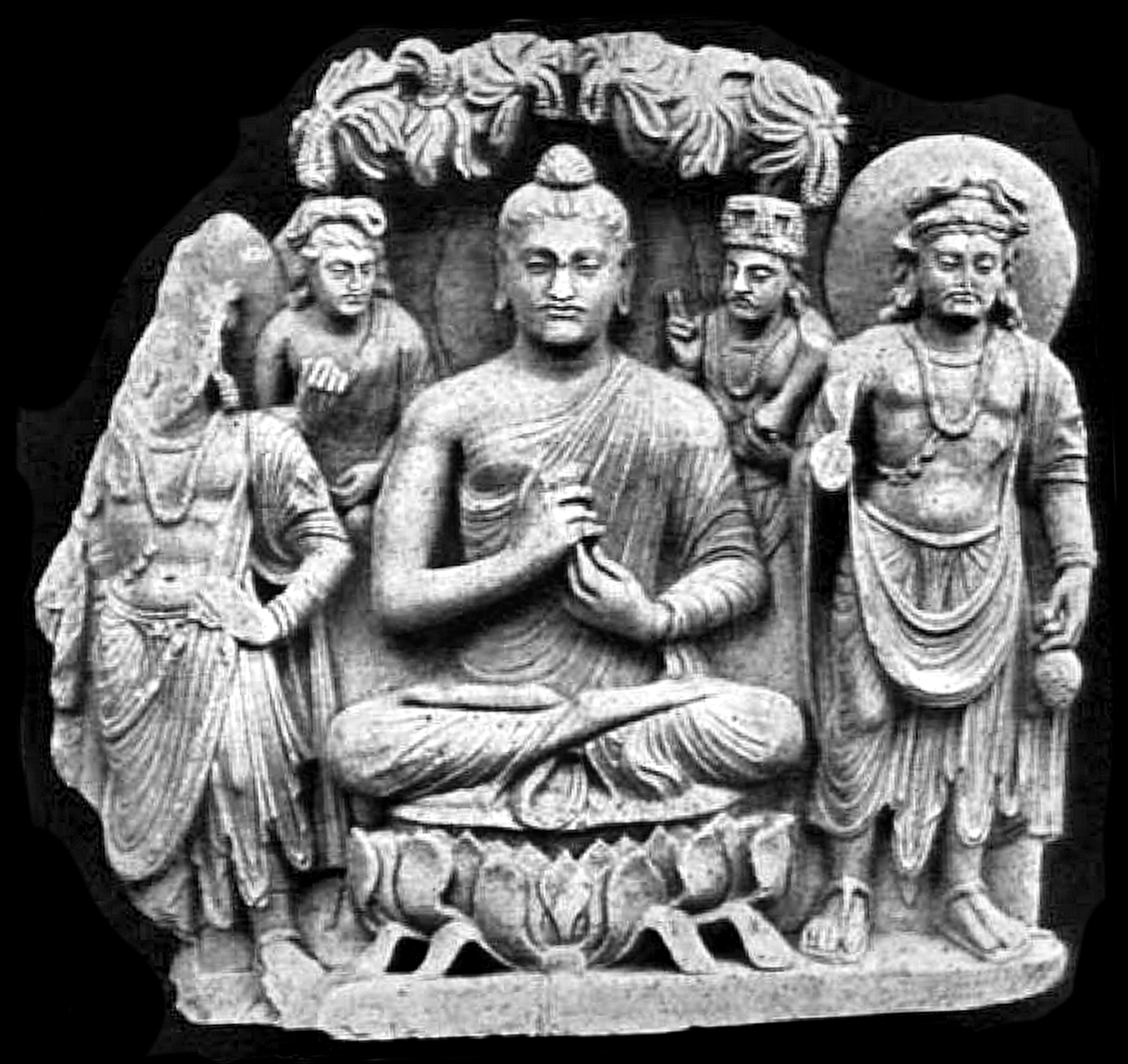
بودای نشسته از سری بهلول.[۳] موزه پیشاور .
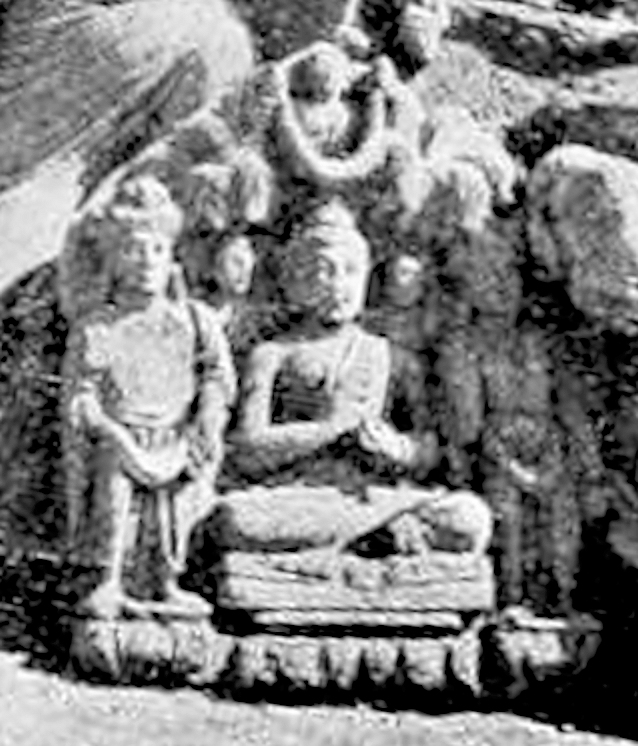
بودای نشسته از سری بهلول. کشف شده در ۱۹۱۱ - ۱۹۱۲
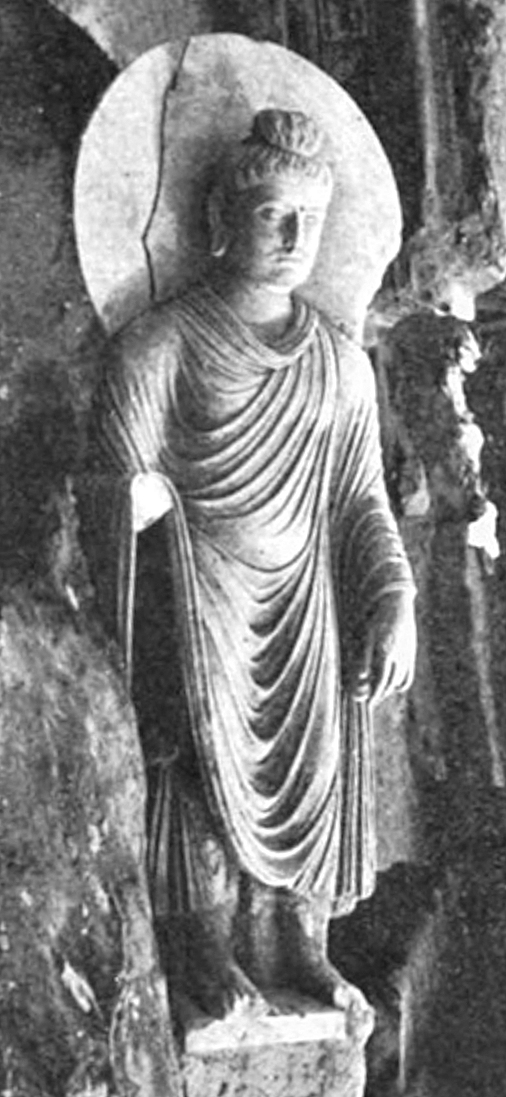
بودای بزرگ سری بهلول ۱۹۰۹
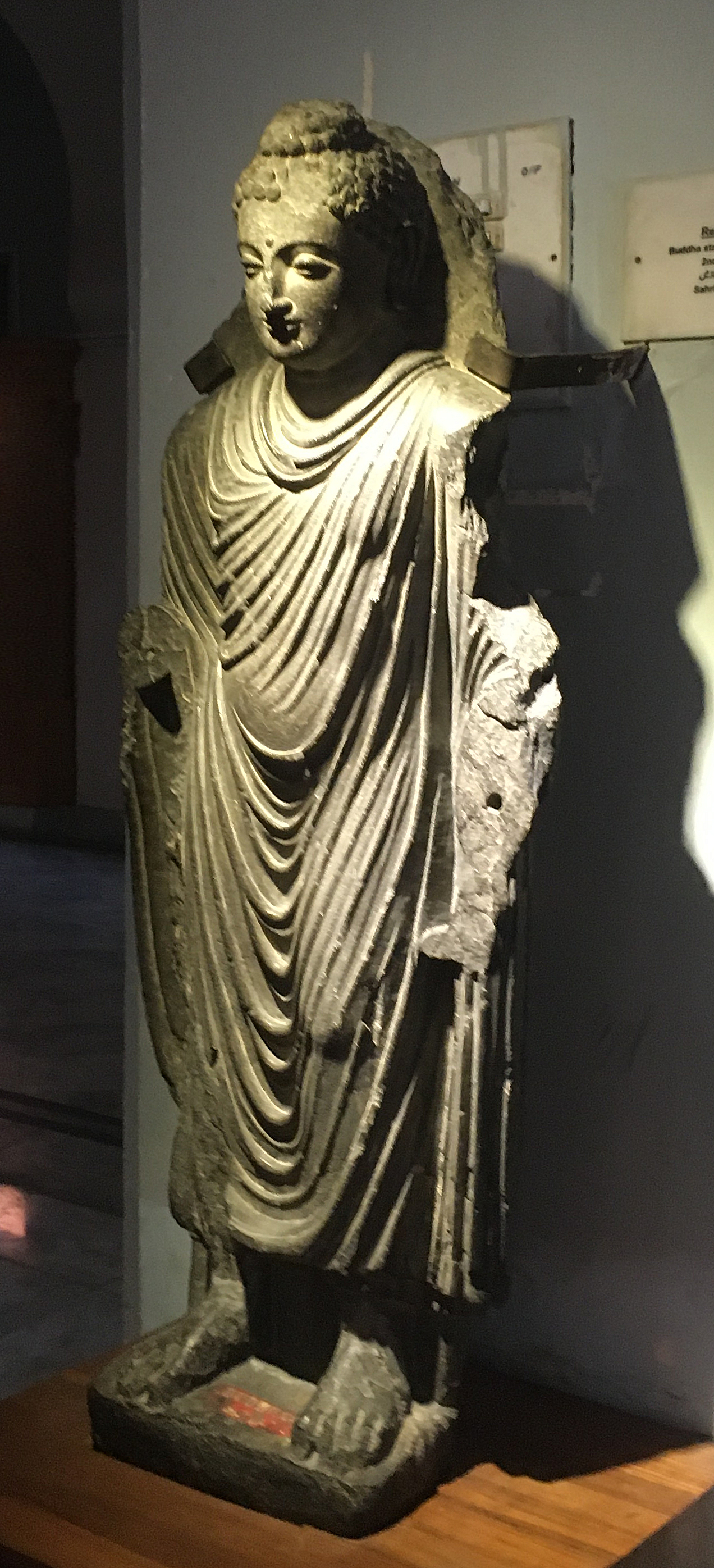
حفاری شده در سال ۱۹۰۹-۱۹۱۰ ، موزه پیشاور
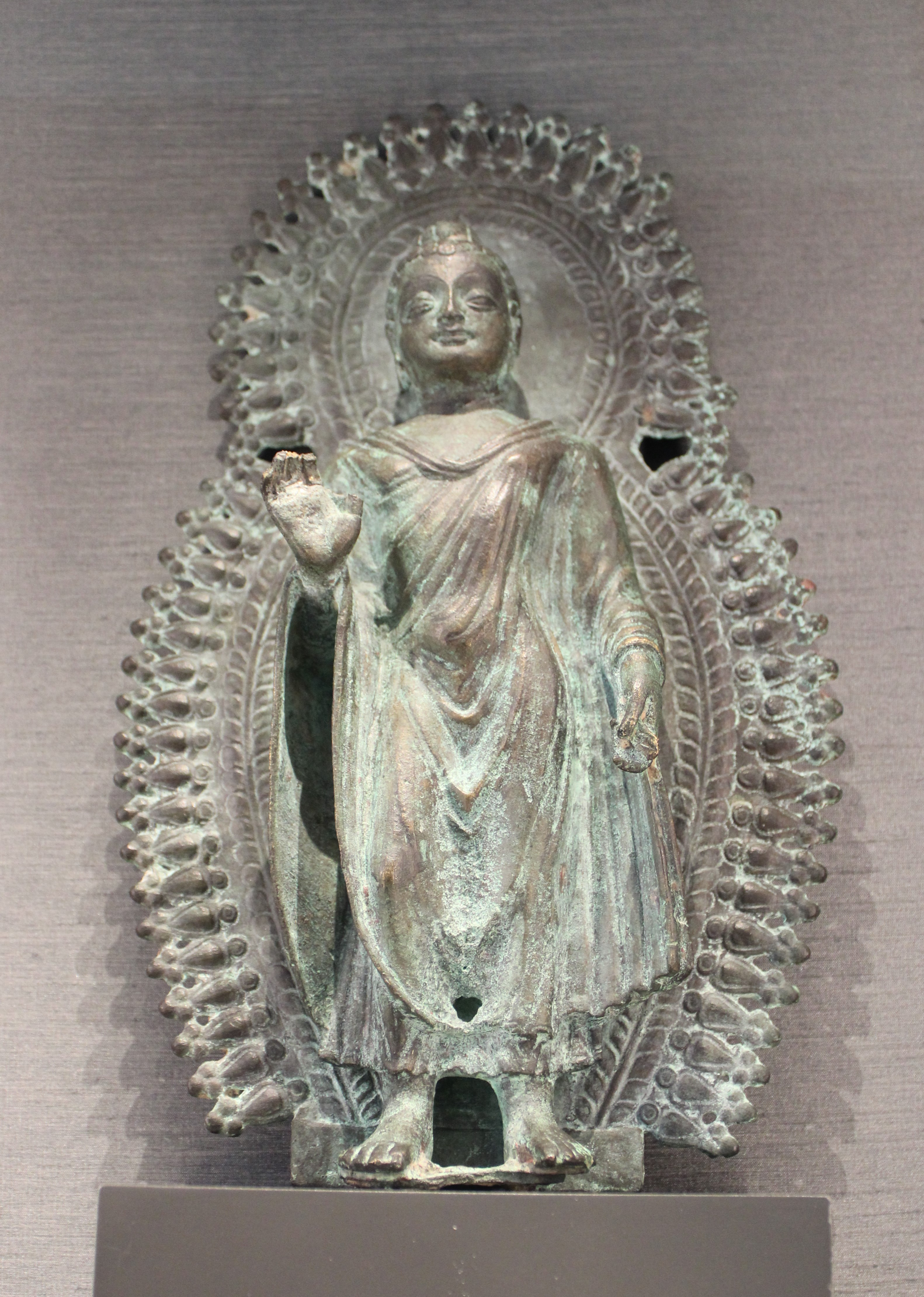
تصویر بودای برنزی ، موزه بریتانیا .

1. 1 2 3  Unesco
2. ↑  Hassan Dani, Dr: The Peshawar
3. ↑  FUSSMAN, Gérard (1974). "Documents Epigraphiques Kouchans". Bulletin de l'École française d'Extrême-Orient. 61: 54–57. ISSN 0336-1519. JSTOR 43732476.
4. ↑  Rhi, Juhyung. Identifying Several Visual Types of Gandharan Buddha Images. Archives of Asian Art 58 (2008) (به انگلیسی). pp. 53–56.
5. ↑  The Classical Art Research Centre, University of Oxford (2018). Problems of Chronology in Gandhāran Art: Proceedings of the First International Workshop of the Gandhāra Connections Project, University of Oxford, 23rd-24th March, 2017. Archaeopress. p. 45, notes 28, 29.